# Kita-Kyūshū-Quasi-Nationalpark
Der Kita-Kyūshū-Quasi-Nationalpark (japanisch 北九州国定公園 Kitakyūshū kokutei kōen) ist einer von über 50 Quasi-Nationalparks in Japan. Die Präfektur Fukuoka ist für die Verwaltung des am 16. Oktober 1972 gegründeten Parks zuständig. Das Schutzgebiet umfasst eine Fläche von ca. 270 km². Mit der IUCN-Kategorie V ist das Parkgebiet als Geschützte Landschaft/Geschütztes Marines Gebiet klassifiziert.